# North Elba
North Elba est une ville américaine de l'État de New York, située dans le comté d'Essex.

## Géographie
Le territoire de la ville forme un quadrilatère s'étendant sur 405,15 km2 dans le parc Adirondack, au nord-est de l'État de New York, et comprend la partie sud du lac Placid. North Elba comprend le village de Lake Placid en son centre, ainsi qu'une partie de celui de Saranac Lake au nord-ouest.
Elle est arrosée au nord-est par l'Au Sable.
| Saranac Lake          | St. Armand | Wilmington |
| Harrietstown          | North Elba | Keene      |
|                       | Newcomb    |            |
| Enclave : Lake Placid |            |            |

## Histoire
Le 13 septembre 1849, North Elba se sépare de Keene et forme une municipalité distincte. Le village de Lake Placid est érigé en municipalité en 1900.

## Politique et administration
La ville est administrée par un superviseur et un conseil municipal de quatre membres élus pour deux ans. L'hôtel de ville (Town Hall) est situé à Lake Placid et abrite les autorités des deux municipalités.

### Liste des superviseurs
| Période | Période  | Identité         | Étiquette   | Qualité |
| ------- | -------- | ---------------- | ----------- | ------- |
| 1996    | 2007     | Shirley Seney    |             |         |
| 2008    | 2019     | Robert T. Politi |             |         |
| 2020    | 2021     | Jay Rand         | Républicain |         |
| 2022    | en cours | Derek Doty       | Démocrate   |         |